# حفاظت در مالزی

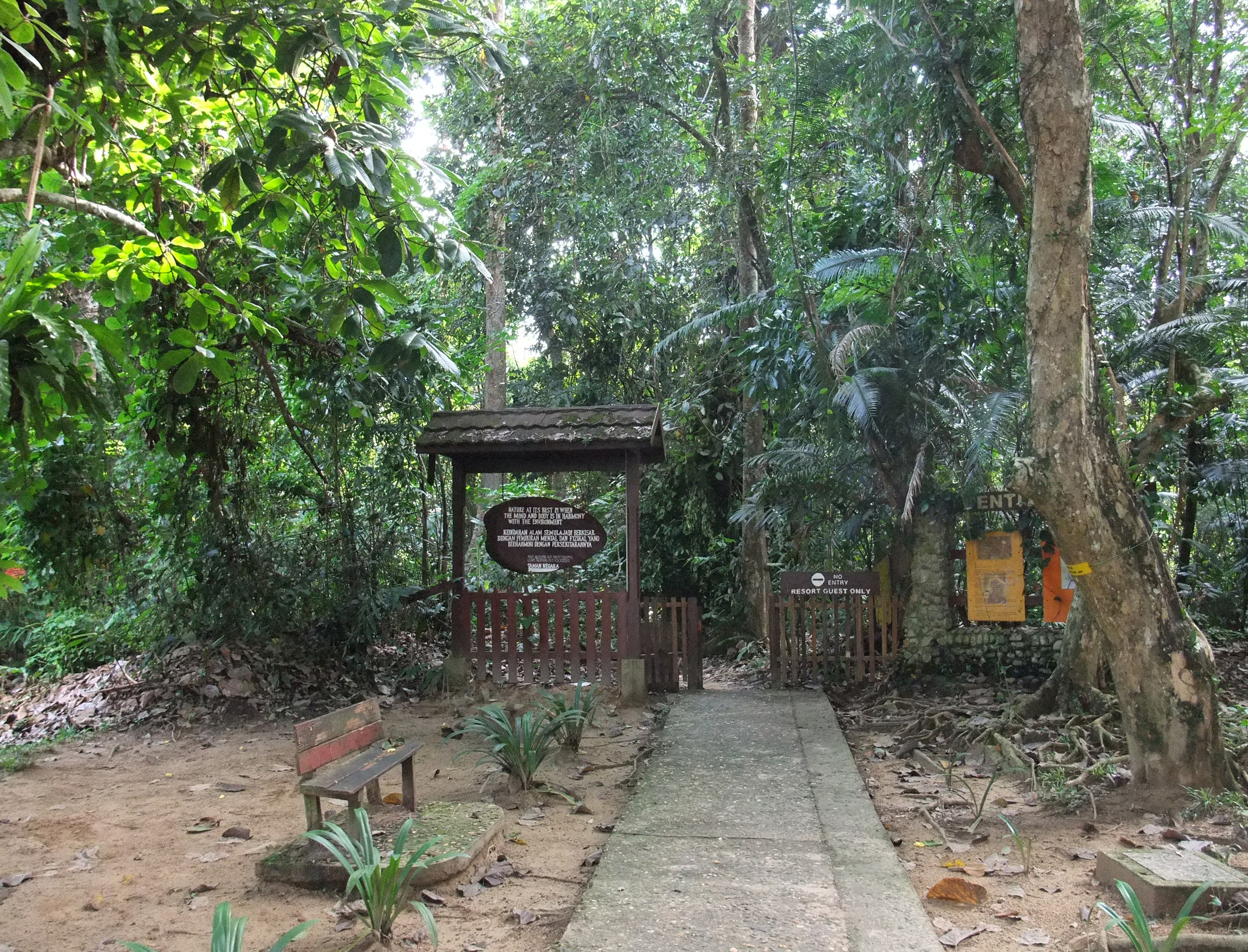
ورودی تامان نگارا، بزرگ‌ترین پارک ملی مالزی

حفاظت در مالزی (به انگلیسی: Conservation in Malaysia) یک موضوع با اهمیت ملی است. مالزی به عنوان یک کشور دارای تنوع زیستی کلان، سرشار از حیات وحش، گونه‌های بومی و زیستگاه‌های منحصر به فرد است. در اوایل دهه ۱۸۸۰، پیش از شکل‌گیری کشور مالزی، حفاظت از حیات وحش تا حدودی پایه‌ریزی شد. این کشور در سال ۱۹۹۴، کنوانسیون تنوع زیستی را تصویب کرد و تا سال ۲۰۱۹ به ۱۷ توافقنامه چندجانبه زیست‌محیطی مرتبط با تنوع زیستی پیوست. با وجود پارک‌های ملی و نواحی حفاظت‌شده متعدد، و اجرای سیاست‌ها و قوانین حفاظت، از بین رفتن جنگل‌ها و دیگر مسائل زیست‌محیطی چالش‌های بزرگی را برای حفاظت تنوع زیستی به بار می‌آورد.
حفاظت، تحت نظارت اداره حیات وحش و پارک‌های ملی در شبه‌جزیره مالزی قرار دارد. طبق قانون شیلات سال ۱۹۸۹، نواحی حفاظت شده دریایی در مالزی توسط اداره شیلات مدیریت می‌شود. در سال ۲۰۲۲، مالزی ۵۳ منطقه را به عنوان ناحیه حفاظت‌شده دریایی، اعلان کرده است.